# 三原JAPAN
三原JAPAN（サンエンジャパン）は、台湾を拠点に活動するYouTuberグループによるチャンネル。 元フジテレビ社員で映像クリエイターの三原慧悟が「アイドルになる」という夢を叶えるために、単身台湾に渡って始めた。2015年1月、三原慧悟・村上淳也（Jun醬）の2人で「三原JAPAN Sanyuan_Japan」の前身となる「 東京ちゃぶ台返し」チャンネルを立ち上げた。
その後2015年9月、「三原慧悟Sanyuan_Japan」にチャンネルを移行。メンバーとしてYokoyama・Yasuを加えた4人で約2年間活動したのちサブチャンネルとして、2017年10月横山・Yasu・Jun醬の3人がメインの「三原 JAPAN Plus SanyuanJAPAN_Plus」を開設、またこれと同時にメインチャンネルでYokoyama・Yasuの2人が出ることはほぼ無くなった。
その後、日本向けチャンネル「サンエン台湾」を開設し、メンバーの途中加入などがあったが、大半のメンバーが2022年10月30日までに離脱している。
2019年に「三原JAPAN」が台湾で活動する外国人YouTuberとして史上初のチャンネル100万人登録を達成。
2023年現在はメインチャンネル「三原JAPAN」が三原とアシスタントの小奈が主に出演で1ヶ月に1回程度、サブチャンネル「トークマンズ」が数ヶ月に1回程度の不定期更新となっている。

## YouTube チャンネル
「三原JAPAN」では、全編中国語で日台のグルメや文化をコミカルに発信する。2019年には台湾総統の蔡英文とコラボ動画を配信した。
サブチャンネルとして「トークマンズ～台湾で100万人登録のYouTuber～」も配信している。
過去には日本語で配信する「サンエン台湾」、台湾とフィリピンを拠点に英語で配信する「123JAPAN!」、台湾の美食を紹介する「UMAI 美食頻道」、男性メンバー2人で配信する「三年原班教室」も運営配信していた。

### 現在活動中のチャンネル
- 「三原JAPANSanyuan_JAPAN」（2015年9月12日～） 旧名称「三原慧悟Sanyuan_Japan」2018年6月1日に現在の名称に変更。 三原慧悟とJUNちゃんがメインで出演する中国語チャンネル。  台湾のグルメや文化の紹介や、オリジナル楽曲、ショートフィルムの制作、人気映画主題歌の中国語カバーなど多彩な活動だけでなく、過去には多くの企業、地方自治体などのPR案件の実績もある[3]。
- 「トークマンズ～台湾で100万人登録のYouTuber～」（2018年11月29日～）  旧名称「三原JAPAN　アイドルチャンネル」

### 現在活動停止中のチャンネル
- 「サンエン台湾」（2018年6月1日～2022年10月30日） 台湾人のズズと台湾在住の日本人マナがメインで発信していた日本語チャンネル。台湾の美食や観光情報など、まだ日本に知られていない台湾の魅力を発信していた[3]。日本向けに発信するチャンネルとして人気を博していたが、2022年10月30日に更新を停止する旨を知らせる動画がアップロードされた。
- 「東京ちゃぶ台返し」（2015年1月22日～2015年5月30日）三原慧悟と村上淳也がメインのチャンネル。このチャンネルではすべて日本語で主にお笑いネタを上げていた。チャンネル開設から約4ヶ月間更新していた。このチャンネルの概要蘭ではJun醬は「村上純米」名義になっている[1]。

- 「三原JAPAN Plus SanyuanJAPAN_Plus」（2017年10月20日～2019年9月18日）このチャンネルは初期のメンバーである横山・Yasuの2人とJun醬の3人が主に動画投稿をするチャンネルである。日本から発信するサブチャンネル(主に日本語)として2017年10月に開設されたが、2019年9月に活動停止を報告する動画[5]がアップロードされている。動画内では、それぞれの道を歩む為だと述べているが、この動画の3本前の動画内「我們也是三原JAPAN！！嗎？」[6]で横山が「自分たちはファンから三原JAPANのメンバーとして認知されていない。チャンネル登録者数が減っている。日本語覚え歌(學學日文之歌)でダンスを踊っていたのは自分たちだ」といったことを述べている。また、三原は個人ブログにて「僕が台湾に引っ越してきたタイミングで、Vlog（日常っぽい動画）を上げようと作ったが結局あまり更新せず、逆に日本にいるメンバー（横山、YASU）たちが更新するチャンネルになった。こちらは不定期更新なので、あくまでサブチャン的な扱いだが、二人が作る動画が見れるのはここだけ」と述べている[7][8]。

- 「UMAI 美食頻道」（2020年3月25日～2022年5月7日）
- 「三年原班教室」（2020年2月27日～2021年4月20日）旧名称「我不愛台灣 I'm Black3」
- 「三原JAPAN 精華頻道」（2020年12月6日〜2021年2月28日）
- 「三原Music頻道」（2021年1月26日～2021年12月9日）

### メンバー脱退により独立したチャンネル
- 「123JAPAN!」（2019年1月17日～） 旧名称「１２３Kids!!」 アメリカ留学経験もあるマナが、英語で発信する三原JAPANのワールドチャンネルとしてスタート。2022年10月末にマナがチームと事務所を離れたことにより、マナ個人チャンネルとして運営配信されている。フィリピンからの視聴者が多く、フィリピンへ進出後、半年でチャンネル登録者数が5倍以上に伸び登録者数10万人を達成した[3]。

## メンバー

### 三原慧悟
CAPSULE所属。慶應義塾大学出身。学生時代は映像制作にのめり込み、大学4年の時に短編でTOHOシネマズ学生映画祭のグランプリを獲得し、京都国際学生映画祭では入選を果たした。大学卒業後、第一志望のフジテレビに入社するも「楽しいドラマをつくりたい」という入社時の思いが果たせず、亀山千広社長に企画書を直接送り付け、1年で100本以上の企画を提出した。局長の厚意で入社1年目にして、BSの深夜ドラマ『ブサイクの神様』の監督・脚本・編集を担当した。しかし、学生時代との違いにもどかしさを感じ、フジテレビのネット配信部門でトップを狙うことに方向変換。YouTubeチャンネル「東京ちゃぶ台返し」を設立した。1週間で12万回再生を獲得するも、会社の方針とのズレを感じ、「25歳からアイドルになるプロジェクト」を始める。日本人YouTuberが少なく、かつ親日国である台湾に目をつけ、台湾での活動を開始。フジテレビを退社して台湾に渡り、台湾での活動を本格化させた。現在ではYouTubeチャンネル「三原JAPAN」を中心に活動。「台湾でもっとも有名な日本人」と評価されている。

### 他のメンバー
- Jun醬 (變態先生、Junちゃん, 村上淳也[14])
  - 元テレビ朝日社員。慶應義塾大学出身。三原とは、大学の演劇サークルの先輩後輩の間柄（Jun醬が先輩にあたる）。現在はTikTokerとしての活動がメインになっている。
- 小奈（日本小助理） 
  - 三原とJunが2021年に日本に拠点を移した際に募集した撮影アシスタントを応募採用された20代前半の日本人女性。経歴不明。現在は中国語が話せない日本人女性観光客的なキャラクターの小助理（アシスタント）という名の出演者としてメインチャンネルのメインキャラになっている。

### 旧メンバー
- Yasu（藤島康峻〈藤島明宏〉）・Yokoyama（横山亮）
  - 初期のメンバー4人のうちの2人。三原JAPANの開設当初から約2年間メインチャンネルに出演。2人は日本語覚え歌（學學日文之歌）や日本人的歌のダンサーを担当した[15]。2017年10月から、サブチャンネルとして三原JAPAN  Plusを開設後、Yasu・横山・Jun醬の3人で動画をあげていた[2]。しかし、それと同時にこの2人（Yasu・横山）を三原のメインチャンネルで見かけることはなくなった[7]。さらに2019年9月にこのチャンネルの活動停止[5]によって、この2人は三原のチャンネル系列で見ることは無くなった。Yasuはその後個人のチャンネル「ふじしーの巣」を開設し主にゲーム実況を行っていたが、更新が途絶えている。メンバーのインスタグラムが動画(documentary of sanyuan japan)[16]の概要欄に貼ってある。Yasuは俳優として活動中である[17]。

- Tommy（トミー, 富田克将）
  - 大阪府出身。関西大学出身。2020年1月に「ファッションモデルなどの個人活動を優先する」との理由からチームを卒業[18]（日本語チャンネルである「サンエン台湾」でも卒業に関する報告映像が公開されていたが、現在は削除されている）。現在は個人チャンネルで活動中。
- YU君
  - 三原JAPANのメンバー公募・トライアル期間を経て、2020年3月から正式メンバーとして加入[19]したが、2021年2月頃にビザ手続を理由とする一時帰国後[20]、「私事都合」による活動休止の表明[21]を経て、3月2日にチームからの脱退が突如発表された[22]。脱退発表にあたり、本人は動画には出演せず、三原・Jun醬・ズズの3名が出演した動画で「個人の都合による卒業」と説明された。
- Sato醬 (サトウちゃん, 佐藤朝絵[23][24])
  - 日台ハーフ。獨協大学出身。2020年6月に台南の国立成功大学大学院を卒業。専攻は言語心理学。三原JAPANのメンバー公募・トライアル期間を経て、2020年3月から正式メンバーとして加入[19]。2022年1月23日をもって、「台南でのインフルエンサーとしての活動との両立が難しくなった」ことを理由として、約2年でチームを卒業。
- Zuzu (ズズ, 楊文孜[25])
  - 祖母が日本人のクオーター。台湾の淡江大学日本語学科出身。2020年、福岡県のアジアユースカルチャーセンターが運営する多言語ポップカルチャー配信サイト「アジアンビート」が福岡アジアコレクションと共同企画した「2020台湾Kawaii大使」の1人に選出された[26][27]。Manaとの二枚看板で「サンエン台湾」の中核的存在として活躍していたが、2022年10月30日の「サンエン台湾」更新停止をもってメンバーから離脱し、個人活動に移行している。
- Mana (まな,  岡田真菜実（中国語: 岡田真菜實） [28])
  - 子供の頃から子役や歌手の経験もしながら、ダンスの練習をし続けたプロのダンサーでもあり、メンバーになるまで日本の芸能事務所に所属[28]。立教大学現代心理学部映像身体学科出身[29]。アメリカ留学経験あり。2018年2月頃から女性YouTuberコンビ「ERIMANA」としての活動[30]を経て、2018年12月に正式メンバーとして加入[31]。2022年10月30日の「サンエン台湾」更新停止をもってメンバーから離脱、パートナーと高雄に拠点を移し「123JAPAN!」「我是mana」の運営をしている。
- LinLin (リンリン, 林佳棻[32]）
  - 台湾開南大学出身[33]。2018年9月まで近畿大学文芸学部に交換留学[34]。近畿大学では、広報に関わったり[34][35]、つんく♂が総合プロデュースしたダンスパフォーマンスチーム「KINDAI GIRLS」[33]として活動。三原JAPANのメンバー公募・トライアル期間を経て、2020年3月から正式メンバーとして加入[19]。2022年10月30日の「サンエン台湾」更新停止をもってメンバーから離脱し、個人活動に移行している。

## ディスコグラフィー

### 三原慧悟
| 公 開      | 曲 名                                | 作 詞                   | 作 曲               | 共 作 |
| ---------- | ------------------------------------ | ----------------------- | ------------------- | --- |
| 2015年9月  | LOVE and PEACE 醬                    | 三原慧悟/北村みのり     | 三原慧悟/葛西ゆうき | |
| 2016年2月  | 日本人的歌                           | 三原慧悟/YASU           | 三原慧悟            | |
| 2016年3月  | 日本的YES男                          | 三原慧悟                | 三原慧悟            | |
| 2016年3月  | 來這裡                               | (協力製作)              | 三原慧悟            | |
| 2016年10月 | 永不停息                             | 橫山 亮                 | 三原慧悟            | |
| 2016年11月 | 學學日文之歌                         | 三原慧悟                | 正垣和則            | |
| 2016年12月 | Road to 台北小巨蛋                   | 三原慧悟                | 三原慧悟            | |
| 2017年3月  | KAWAII                               | 三原慧悟                | 正垣和則            | |
| 2017年4月  | 吃不了臭豆腐~明明這麼喜歡台灣的說~   | 三原慧悟                | 水谷俊太            | HOWHOW |
| 2017年5月  | 『從日本獻給妳的情歌』(珍珠奶茶之歌) | 三原慧悟                | okaoka0820          | 阿滴，滴妹 |
| 2017年6月  | YOUTUBER肯定是個錯誤的決定啊         | 三原慧悟                | Asami Takeda        | 古娃娃黃大謙 WACKYBOYS 劉沛 謙桑Ani 黑羽超直白RED MAO Mira Sayuri 阿倫唄弥奈老頭老婆黑仔熊壹加壹 菱形HOW魚乾Hajime アバンティーズMARIRIN Fischer’s |
| 2017年7月  | 我們的SUMMERTIME                     | 三原慧悟                | 水谷俊太            | 蔡阿嘎 |
| 2017年8月  | 挑戰者                               | 三原慧悟                | 神☆マッセ           | |
| 2018年6月  | 走吧！出發去西門町                   | 三原慧悟                | 三原慧悟            | |
| 2018年7月  | 那個明月                             | 三原慧悟                | 三原慧悟            | |
| 2018年9月  | 有你的夏夜                           | Mister493               | 俊太                | |
| 2018年9月  | 喜歡他就去追                         | 羅凱                    | 羅凱                | |
| 2018年10月 | 扶我起來                             | 羅凱                    | 羅凱                | |
| 2018年10月 | 怎麼忘記你                           | 楊子鋒                  | 楊子鋒              | |
| 2018年10月 | UMAI                                 | 羅凱                    | 羅凱                | 黃氏兄弟 黑羽 球球 嬸嬸 Ryo 廖小龐 女子月月友 有璟妍精 阿紅 赤井 旅行YJ 梓凜 鳥鳥 逼逼日記 願願                                                    |
| 2018年10月 | 完全沒關C                            | 三原慧悟                | 神☆マッセ           | |
| 2018年10月 | 喂！喂！為什麼？                     | 三原慧悟                | taisho              | |
| 2018年12月 | WE GOTTA GET OUT!                    | 紅中                    | 小翼                | |
| 2018年12月 | 決戰地球                             | Mister493/圈圈          | 正垣和則            | 三原夢想演唱會2018主題曲 |
| 2019年3月  | 3PEACE!                              | 王彙筑                  | 王彙筑/黃榮毅       | |
| 2019年3月  | 小妹妹~要小心騙子喔~                 | 三原慧悟                | 三原慧悟            | |
| 2019年4月  | DADADIDADA                           | 三原慧悟/Mister493/圈圈 | 三原慧悟            | |
| 2019年5月  | EGOIST                               | 三原慧悟                | (poetry reading)    | |
| 2019年5月  | 學學中文之歌                         | 三原慧悟                | 正垣和則            | |
| 2019年6月  | 相似音的歌【似てる音の歌】           | 三原慧悟                | 三原慧悟            | |
| 2019年7月  | 想要接到台灣啤酒的業配之歌           | 三原慧悟/Mister493/圈圈 | 三原慧悟            | |
| 2019年8月  | 天才気取り                           | 三原慧悟                | 田村一哉            | |
| 2019年12月 | aiwa之歌                             | 三原慧悟                | 三原慧悟            | |
| 2020年6月  | Greatest Story                       | 吳小明                  | 吳小明              | |
| 2020年9月  | UMAI2020                             | 羅凱                    | 羅凱                | |

## 出演

### テレビ番組
- 三原JAPANのニーハオ台湾（テレビ神奈川、2020年8月3日 - 8月24日）[72]
- 世界くらべてみたら（TBS、2021年3月31日）[73]